# Muscardinus avellanarius
Muscardin, Loir muscardin, Muscardin des noisetiers
Pour l'espèce Glirulus japonicus, voir Muscardin du Japon.
Pour les articles homonymes, voir Muscardin.
Espèce
Statut de conservation UICN

 LC  : Préoccupation mineure
Le Muscardin (Muscardinus avellanarius) est une espèce de micromammifères (rongeur). Il est classé dans la famille des Gliridae (ou des Myoxidae, selon les classifications). C'est un animal essentiellement nocturne qui hiberne durant près de 6 mois de l'automne au printemps. Son aire de répartition recouvre presque toute l'Europe, à l'exception des régions les plus nordiques et de la péninsule Ibérique.

## Caractéristiques

Illustration représentant deux muscardins (de Thorburn Archibald), datée de 1919

Gravure représentant une famille de muscardin et un nid, datée de 1883, d'après un dessin de A. Müller

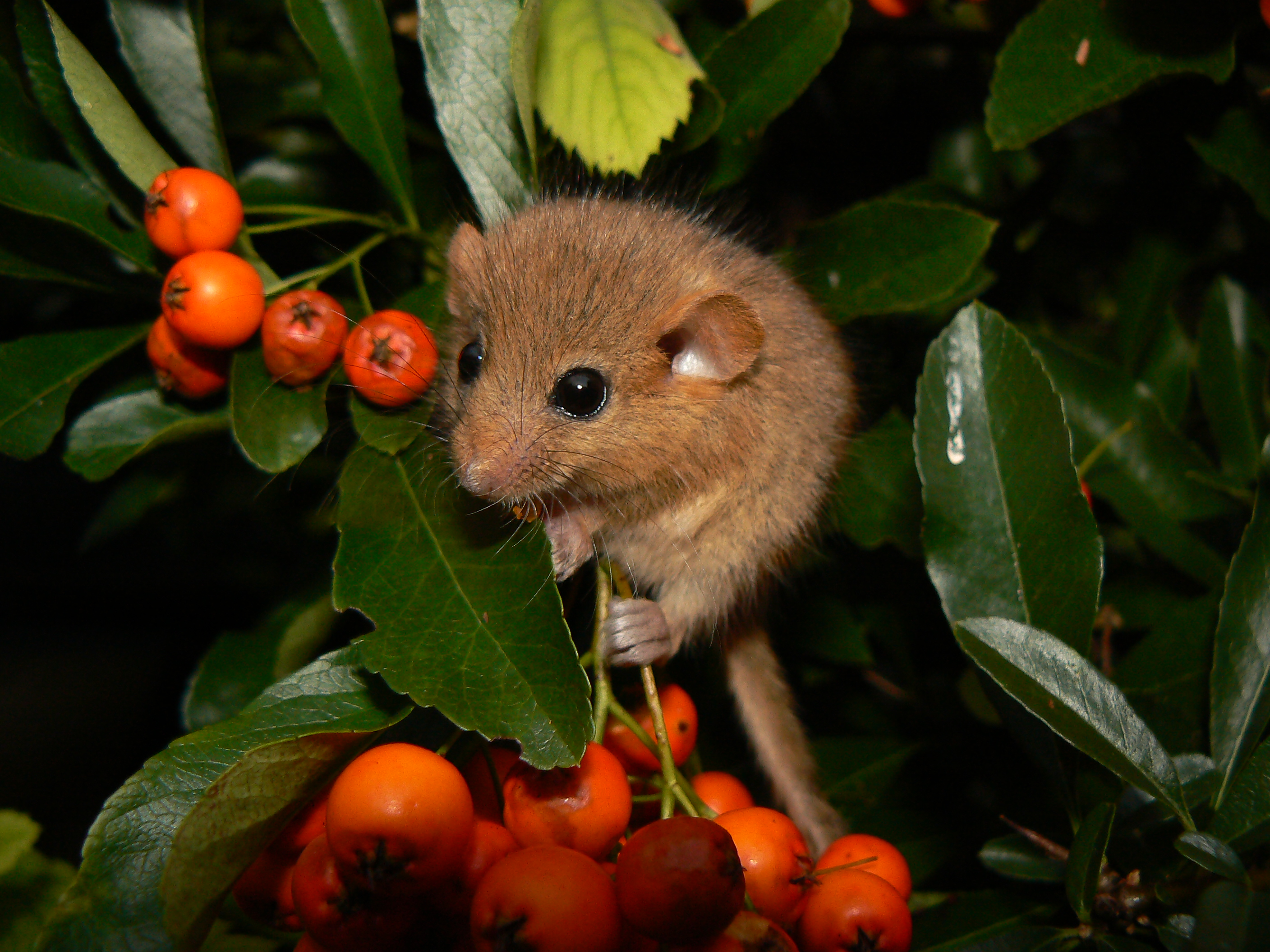
Muscardin dans Pyracantha coccinea

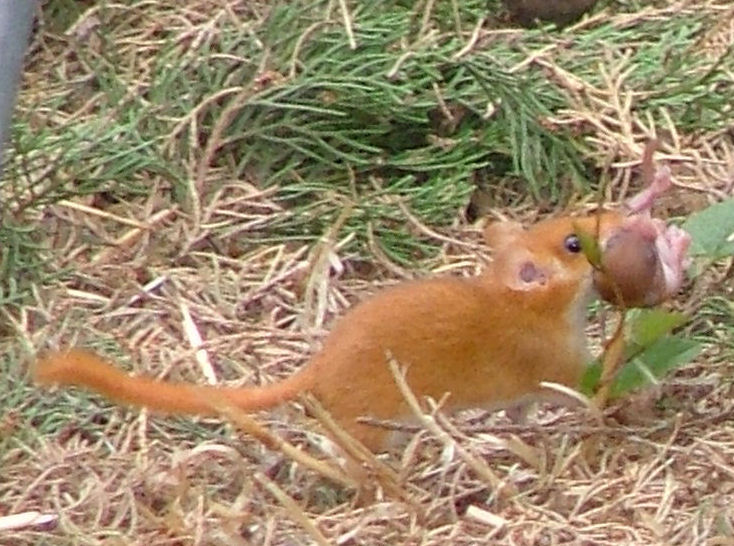
Muscardin adulte saisissant un petit dans sa bouche pour le transporter au nid.

Il a à peu près la même taille que la souris commune : une longueur totale de 14 à 16 cm, dont 7 cm pour la queue.
Il possède une queue touffue et de grands yeux noirs qui lui donnent une bonne vision nocturne. Son pelage est roux (parfois un peu plus clair), et dans un cas unique noir ; forme mélanique découverte en 2016 au Royaume-Uni, dans les Blackdown Hills dans le comté de Somerset.

## Écologie et comportement

### Répartition

Aire de répartition de Muscardinus avellanarius

- Aire de répartition de Muscardinus avellanarius

### Alimentation
Elle varie considérablement selon la saison, car il se nourrit de bourgeons, de fleurs, de baies, de graines et d'insectes. Il complète ce menu de végétarien-frugivore en mangeant certains insectes et quelques œufs d'oiseaux (notamment d'oiseaux nichant dans le bois mort et les arbres creux,) en cas de disette, ce qui a été confirmé par des analyses isotopiques montrant qu'une partie de sa nourriture a bien une provenance animale. Son régime présente une certaine plasticité, qui lui permet de s'adapter aux variations saisonnières de nourriture et à des sources alimentaires moins variées ou différentes en limite de son aire naturelle de répartition, au nord notamment

### Comportement

Gîte estival de muscardin.

Ce micromammifère est arboricole. Il vit plutôt dans les zones de végétation buissonnante ; ronciers notamment.
Il vit aussi dans les arbres et y circule avec agilité, jusque sur les branches les plus minces. Des adaptations morphologiques et microanatomiques lui permettent de rester accroché à des branches ou pétioles de feuilles presque sans efforts, notamment grâce à un système de blocage de certains tendons (En cas d'alerte, il peut ainsi rester immobile pendant plusieurs dizaines de minutes, accroché à une branche comme une feuille morte. En automne, il consomme noisettes et faînes).
Le muscardin est capable de détacher la fourrure de sa queue, par une sorte d'autotomie un peu comme les lézards, lorsqu'il est attaqué par un prédateur.

### Cycle de vie
À l'approche de l'hiver, ayant constitué d'appréciables réserves de graisses, il construit un nid au niveau du sol sous les feuilles mortes, dans lequel il passera l'hiver en hibernation à une température corporelle très basse car il ne compense pratiquement pas les variations de température ambiante (la température de sa peau peut alors descendre jusqu'à - 2,9 °C). Cette léthargie (entrecoupée de quelques courtes périodes de réveil) peut perdurer plus de la moitié de l'année dans les pays froids (Ex : 6 à 7 mois d'hibernation en Lituanie).
A la belle saison il construit des nids globuleux dans les broussailles. la forme et les proportions de ce nid changent selon la saison. Le nid d'été, individuel, sert à la reproduction de la femelle.
L'hiver, le nid est le refuge d'une dizaine de muscardins qui hibernent en communauté.

## Taxonomie
Cette espèce a été décrite pour la première fois en 1758 par le naturaliste suédois Carl von Linné (1707-1778).
C'est le seul représentant actuel du genre Muscardinus.

### Dénominations et synonymies
- Nom scientifique : Muscardinus avellanarius (Linnaeus, 1758)
- Noms vulgaires (vulgarisation scientifique) : Muscardin[13],[14],[15],[16],[17],[18] ou plus rarement Loir muscardin[15],[17] et Muscardin des noisetiers[17]
- Noms vernaculaires, c'est-à-dire du langage courant, mais pouvant désigner éventuellement d'autres espèces :

Cet animal a porté localement de nombreux noms vernaculaires, Georges-Louis Leclerc de Buffon le qualifiait de rat, ainsi il a été appelé Ratdort, ou rat d'or plus poétiquement, en Bourgogne par exemple. Les termes de taupe muscardine, ou, des corruptions comme muscadin se trouvent également. Mathurin Jacques Brisson l'appelle le Croque-noix et il semble avoir été aussi nommé croque-noisette et muscaliet,.. Le terme de muscardin provient de l'italien moscardino, et pourrait évoquer la légère odeur de musc qui émane de sa fourrure.
Synonymes  :
- abanticus Kivanc, 1983
- anglicus Barrett-Hamilton, 1900
- corilinum (Fatio, 1869)
- kroecki Niethammer and Bohmann, 1950
- muscardinus (Schreber, 1782)
- niveus Altobello, 1920
- pulcher Barrett-Hamilton, 1898
- speciosus (Dehne, 1855)
- trapezius Miller, 1908
- zeus Chaworth-Musters, 1932

## État des populations, pressions, menaces
Cette espèce-spécialiste est considérée comme devenue rare, voire menacée dans une grande partie de l'Europe (sauf localement comme en Lituanie - au nord de son aire naturelle de répartition - où l'espèce est encore abondante (malgré des taux de mortalité hivernale très élevés)).
- Cette espèce dépend de certains milieux. Elle se montre très sensible et vulnérable à l'interruption de ses corridors biologiques[26],[27].
- Les hivers, surtout s'ils sont longs et froids sont également une période critique pour la survie des muscardins : deux études lituaniennes ont mis en évidence une mortalité hivernale de 64 % et 72 % de deux populations de muscardins étudiées en Lituanie ; ces études ont aussi montré que la mortalité hivernale varie selon l'âge distincts : Les muscardins adultes survivent mieux (56 % en moyenne dans chaque population), alors que les jeunes nés en Août-Septembre sont décimés par l'hiver (78 % et 84 %), par contre les auteurs n'ont pas observé de différence de mortalité hivernale entre mâles et femelles, quel que soit le groupe d'âge[11]. Le poids au moment de la pré-hibernation n'est pas prédictif des chances de survie à l'hiver, chez l'adulte, comme chez les jeunes nés en Mai-Juillet[11]. 
Par contre les jeunes nés tardivement ne peuvent pas accumuler assez de graisse pour l'hiver et ont peu de chance d'y survivre.
- Inversement des hivers trop chauds ou irréguliers peuvent aussi affecter négativement le muscardin qui alors se réveille plusieurs fois dans l'hiver en brûlant considérablement plus de graisses que la normale et avant la fin de l'hibernation[10].
- Rimvydas Justaitis, l'un des spécialistes européen de l'espèce suggère qu'outre les conditions météorologiques, l'un des principaux facteurs de mortalité hivernale est la prédation, notamment par le renard roux et le sanglier qui trouvent facilement les animaux endormis dans le sol, surtout les hivers sans neige[11].